# Йосиф: Господарят на сънищата
„Йосиф: Господарят на сънищата“ (на английски: Joseph: King of Dreams) е американски анимационен библейски драматичен филм от 2000 г. Това е и първата директна към видео продукция от DreamWorks Animation, предшестваща Madly Madagascar през 2013 г. Филмът е адаптация на историята на Йосиф от книгата за Битието и служи като прелюдия и спиноф на филма „Принцът на Египет“ (The Prince of Egypt) от 1998 година (както се случва библейският разказ на Йосиф преди този на Мойсей). Композиторът Даниел Пелфри заяви, че филмът е създаден като придружител на „Принцът на Египет“, отбелязвайки, че макар „Йосиф да се окаже много различен от „Принцът на Египет“, който беше много предизвикателен и възнаграждаващ“.
Сърежисьорът Робърт Рамирес заяви, че докато рецензиите за филма са били „като цяло много добри“, е имало период, „когато филмът не е работил много добре, когато разказът е бил тежък“.

## Актьорски състав
- Бен Афлек – Йосиф (диалог)
  - Дейвид Кембъл – Йосиф (вокал)
- Марк Хамил – Юда
- Ричард Хърд – Яков (диалог)
  - Ръсел Бюканън – Яков (вокал)
- Морийн Макговърн – Рахил
- Джоди Бенсън – Асенета
- Джудит Лайт – Зулейка
- Джеймс Екхаус – Потифар
- Ричард Макгонагъл – Фараонът
- Дан Кастеланета – Акционер / Търговец на коне
- Рене Обержоноа – Икономът
- Кен Хъдсън Кемпбъл – Пекарят
- Стивън Уебър – Симеон / Търговец на роби
- Джес Харнел – Исахар / Водещия търговец
- Пиера Копола – Слуга на Зулейка / Други гласове
- Емили Еби – Слуга
- Джеф Бенет – Леви
- Том Вирту – Рубен
- Кевин Майкъл Ричардсън – Пазач на Потифар

## В България
В България филмът е пуснат на VHS на 5 декември 2001 г. на Александра Видео, заедно с анимационните филми „Пътят към Елдорадо“, „Омагьосаният император“ и „Барби в Лешникотрошачката“.